# Đuro Jovanović
Đuro Jovanović, hrvaški general, * 30. april 1914, † 30. april 2002.

## Življenjepis
Leta 1941 je vstopil v NOVJ, naslednje leto pa v KPJ. Med vojno je bil sprva politični komisar, nato pa poveljnik več enot.
Po vojni je končal VVA JLA in Vojno šolo JLA ter bil med drugim poveljnik oklepne divizije.